# 1973 Голяма награда на Канада
1973 Голяма награда на Канада е 7-о за Голямата награда на Канада и четиринадесети кръг от сезон 1973 във Формула 1, провежда се на 23 септември 1973 година на пистата Моспорт, Боуманвил в Канада.

## Репортаж
БРМ изненадващо понижи Клей Регацони до тестов пилот като на неговото място е нает завърналия се Питър Гетин. Причината за това се крие най-вече върху слабата форма на швейцареца, но някои твърдят че това е вид наказание към Регацони, който от следващия сезон се завръща във Ферари. Скудерията остана само с Артуро Мерцарио, но Макларън и Тирел решават да участват с трима пилоти. Джоди Шектър се завърна, след ГП на Великобритания за отбора, ръководен от Теди Мейър като е записан с номер 0 на неговия болид. Кен Тирел повика Крис Еймън, чийто отбор Текно затвори врати, след състезанието в Монца в опит да помогне на тима в битката при конструкторите срещу Лотус. Вече коронясаният шампион във Формула 2, Жан-Пиер Жарие се върна в колоната за Марч, докато бившия пилот на Брабам и Съртис, Тим Шенкен зае второто пилотско място в Исо Марлборо.

### Квалификация
Мъгла и студено време в събота, означаваше че повечето от времената постигани в петък са решаващи като Рони Петерсон отново зае пола с повече от секунда зад Питър Ревсън. Отсъствието на Шектър от Формула 1, не повлия много на скоростта и южноафриканеца постига трето време пред Карлос Ройтеман, Емерсон Фитипалди, Франсоа Север, Дени Хълм, Ники Лауда, Джеки Стюарт и Уилсън Фитипалди. В първото си състезание за Тирел, Еймън се класира 11-и, докато Гетин остана 25-и пред последния Рики фон Опел с Инсайн.

### Състезание
Мрачното време остана и за неделя, но за щастие на всички състезатели, мениджъри и механици мъглата се вдигна. Последвалия го силен дъжд принуди пилотите да направят три инсталационни обиколки, преди да формират решетката. Стартът е отменен за половин час, докато всички с изключение на Жан-Пиер Белтоаз (който реши да кара с интермедийни гуми) смениха с гуми за екстремно мокър асфалт. Петерсон поведе колоната пред Шектър, Лауда, Емерсон Фитипалди, Стюарт, Ройтеман, Ревсън, Север, Джаки Оливър (от 14-а позиция) Уилсън Фитипалди, Джеймс Хънт и Карлос Паче. В третата обиколка Лауда изпревари Шектър, а после и Петерсон, за да поведе като австриеца направи преднина от осем секунди от шведа. Шектър междувременно успя да застигне Петерсон, докато Фитипалди и Стюарт се борят за четвърта позиция, преди да бъдат застигани от Паче и Оливър. Няколко пилоти загубиха контрол върху болидите си, но единственото отпадане в тази начална фаза е тази на Гетин, чийто горивен маркуч се откачи, след пет обиколки. Както винаги Хълм не е доволен от условията, още повече че спука гума, докато Мерцарио удари предната част на болида си и е принуден да продължи без предно крило, след като от бокса на тима нямат резервни крила.
Паче успя да се справи със Стюарт в 11-а обиколка, преди шотландеца да се завърти, което го прати след Шенкен. Следващият сериозен инцидент дойде в 17-а обиколка, след като Петерсон загуби контрол, удряйки бордюра и после бариерата. Шведа продължи няколко метра по-късно, преди да осъзнае че задното му окачване е повредено от удара. Това прати Фитипалди на втора позиция пред Оливър (чийто Шадоу се движи добре на мокро трасе), който се справи с Паче и Шектър по същото време, когато Петерсон е въвлечен в свой инцидент.
Сухи линии се появяват на трасето, от което гумите Файърстоун започват да се разпадат. Това прати Паче в бокса в 18-а обиколка за смяна със сухи гуми, следван от Лауда обиколка по-късно. Механиците на австриеца вместо да сменят със сухи, сложиха интермедии и БРМ-а продължи на осма позиция. Така Фитипалди стана новия лидер пред Оливър, който с малко намалява преднината на бразилеца. След англичанина се намира Север, Шектър, Стюарт, Хоудън Гънли, Ройтеман, Лауда, Ревсън и Еймън (като последните двама се връщат с обиколка напред, след спирането на Лауда). Всички останали спряха в бокса моментално като последни са Фитипалди и Стюарт в 32-рата обиколка, чийто стопове са по-бавни от стопа на Оливър, който спря обиколка по-рано. Докато това се случва Майк Бютлър отпадна с повреден двигател
Това обаче принуди объркване във времената на пилотите след всяка изминала обиколка, от което всички с изключение на пилотите се чудят кой води състезанието. Докато това се случва, Шектър и Север се удариха право в мантинелите, от което французина излезе от болида и право към Макларън-а, за да се разправи с южноафриканеца, преди да бъде издърпан от маршалите. Север след това усети, че кракът му леко пострада от инцидента, вероятно от адреналина който е имал преди малко. Въпреки това организаторите решават да изпратят две линейки и влекачи, за да отстранят болидите от трасето. В съответствие с правилата, които са направени след трагедията по време на ГП на Нидерландия, колата за сигурност е изпратена на трасето, за да намали скоростта на пилотите и да ги събере зад себе си. Самата кола за сигурност – Порше 914 е управляван от канадския пилот Епи Вицес.
Единственият проблем обаче бе, че никой не иска да се съгласи кой води. Една незначителна част от мнозинството мислят, че Оливър е лидера, след като той спря от втора позиция и има по-малко проблеми от тези на Фитипалди. Други твърдят, че лидер е Фитипалди, трети са за Лауда. Въпреки това обаче, Гънли направи добро състезание, за да се придвижи в топ 10. Самият Франк Уилямс не знае, че неговия пилот води в състезанието, но според това което казват организаторите това се оказа вярно. Голяма част пилотите трябваше да направят допълнително обиколка, за да се наредят зад Гънли като Ревсън и Белтоаз се възползват от това да сменят гумите си. След 10 обиколки в които маршалите най-после изкараха болида на Север извън пистата, сейфти-кара излезе от трасето и състезанието продължи с Гънли начело. Самият новозеландец не знае дали води или не, но успя да даде всичко от себе си, за да не даде шанс на останалите да го изпреварят, отговаряйки срещу пилоти като Фитипалди и Стюарт с обиколки, три секунди по-добри от постигатите времена в квалификациите. Зад него се намира Оливър, макар че в реалността той е пред Гънли в класирането. Все пак англичанина изпревари Исо-Марлборо, следван от Фитипалди който също успя да изпревари Гънли, преди да започне да атакува Шадоу-а. Бразилецът е подпомогнат от факта, че Оливър има проблеми с дроселите. Междувременно Лауда отпадна от надпреварата със счупена скоростна кутия.
Десет обиколки преди финала Фитипалди притиска Оливър, докато пит бордовете показват че Ревсън е трети пред Белтоаз, Стюарт и Гънли. Шест обиколки по-късно бразилецът се залепи зад Шадоу-а, преди да настигнат БРМ-а на Белтоаз, който също не знае дали е пред тях или не. Две обиколки до края Фитипалди успя да мине пред Шадоу-а с малко търпение, преди да изпреварят БРМ-а. Докато двамата пилоти приближават старт-финалната права за последен път, Колин Чапман както винаги хвърли шапката си във въздуха, за да поздрави бразилеца с брилятното си каране, но всъщност карирания флаг не е развят. Вместо това той е развят за Ревсън и Гънли, преди маршалите да определят че е за Макларън-а.
Следва объркване от всичко това. На Ревсън му е връчена победата, и така церемонията трябваше да се проведе по план. Други обаче, включително и Чапман твърдят че Фитипалди е победителя. Това доведе до сбирка между маршалите и мениджърите на отборите за три-часова среща, от която те реконструират състезанието отначало с времената направени от пилотите във всяка обиколка. Окончателното решение е че Белтоаз поведе в състезанието, след като всички останали спряха за смяна на гуми, преди французина да го стори. След това Оливър пое лидерството при влизане на колата за сигурност в 45-а обиколка с Ревсън на втора позиция пред Белтоаз. Американецът в 46-а обиколка изпревари Оливър както и Белтоаз, преди англичанина и Фитипалди да спорят битката за третото място.
Така Ревсън е определен като победител за втори път в своята кариера (което ще се окаже последна, преди да загуби живота си пет месеца по-късно) пред Фитипалди и Оливър. Белтоаз е последния пилот преполовил пълната дистанция с четвърта позиция пред Стюарт и Гънли като повечето смятат, че той заслужава да бъде аплодиран за усилията, които положи. Хънт, Ройтеман, Майк Хейлууд, Еймън, Уилсън Фитипалди, Ролф Щомелен, Хълм, Шенкен, Мерцарио, Греъм Хил и Джордж Фолмър са останалите финиширали, докато Паче отпада осем обиколки до финиша, след като главината на колелото се откачи, а Жарие и фон Опел са доста обиколки назад, за да бъдат класиран. Едно нещо е в главата на всички, и то е за забравят всичко в това състезание и да пристигнат в Уоткинс Глен за последното състезание за сезона.

## Класиране
| Поз | No | Пилот             | Конструктор      | Обиколки | Време/Отпадане | Място | Точки |
| --- | -- | ----------------- | ---------------- | -------- | -------------- | ----- | ----- |
| 1   | 8  | Питър Ревсън      | Макларън-Форд    | 80       | 1:59:04.083    | 2     | 9     |
| 2   | 1  | Емерсон Фитипалди | Лотус-Форд       | 80       | + 32.734       | 5     | 6     |
| 3   | 17 | Джаки Оливър      | Шадоу-Форд       | 80       | + 34.505       | 14    | 4     |
| 4   | 20 | Жан-Пиер Белтоаз  | БРМ              | 80       | + 36.514       | 16    | 3     |
| 5   | 5  | Джеки Стюарт      | Тирел-Форд       | 79       | + 1 Об.        | 9     | 2     |
| 6   | 25 | Хоудън Гънли      | Исо Малборо-Форд | 79       | + 1 Об.        | 22    | 1     |
| 7   | 27 | Джеймс Хънт       | Марч-Форд        | 78       | + 2 Об.        | 15    |       |
| 8   | 10 | Карлос Ройтеман   | Брабам-Форд      | 78       | + 2 Об.        | 4     |       |
| 9   | 23 | Майк Хейлууд      | Съртис-Форд      | 78       | + 2 Об.        | 12    |       |
| 10  | 29 | Крис Еймън        | Тирел-Форд       | 77       | + 3 Об.        | 11    |       |
| 11  | 11 | Уилсън Фитипалди  | Брабам-Форд      | 77       | + 3 Об.        | 10    |       |
| 12  | 9  | Ролф Щомелен      | Брабам-Форд      | 76       | + 4 Об.        | 18    |       |
| 13  | 7  | Дени Хълм         | Макларън-Форд    | 75       | + 5 Об.        | 7     |       |
| 14  | 26 | Тим Шенкен        | Исо Малборо-Форд | 75       | + 5 Об.        | 24    |       |
| 15  | 4  | Артуро Мерцарио   | Ферари           | 75       | + 5 Об.        | 20    |       |
| 16  | 12 | Греъм Хил         | Шадоу-Форд       | 73       | + 7 Об.        | 17    |       |
| 17  | 16 | Джордж Фолмър     | Шадоу-Форд       | 73       | + 7 Об.        | 13    |       |
| 18  | 24 | Карлос Паче       | Съртис-Форд      | 72       | + 8 Об.        | 19    |       |
| НКл | 18 | Жан-Пиер Жарие    | Марч-Форд        | 71       | Не е класиран  | 23    |       |
| НКл | 28 | Рики фон Опел     | Инсайн-Форд      | 68       | Не е класиран  | 26    |       |
| Отп | 21 | Ники Лауда        | БРМ              | 62       | Трансмисия     | 8     |       |
| Отп | 0  | Джоди Шектър      | Макларън-Форд    | 32       | Сблъсък        | 3     |       |
| Отп | 6  | Франсоа Север     | Тирел-Форд       | 32       | Сблъсък        | 6     |       |
| Отп | 15 | Майк Бютлър       | Марч-Форд        | 20       | Двигател       | 21    |       |
| Отп | 2  | Рони Петерсон     | Лотус-Форд       | 16       | Окачване       | 1     |       |
| Отп | 19 | Питър Гетин       | БРМ              | 5        | Маслена помпа  | 25    |       |

## Класиране след състезанието
| Поз | Пилот             | Точки |
| --- | ----------------- | ----- |
| 1   | Джеки Стюарт      | 71    |
| 2   | Емерсон Фитипалди | 54    |
| 3   | Франсоа Север     | 47    |
| 4   | Рони Петерсон     | 43    |
| 5   | Питър Ревсън      | 36    |
| 6   | Дени Хълм         | 23    |
| 7   | Джаки Икс         | 12    |
| 8   | Карлос Ройтеман   | 12    |

| Поз | Конструктор   | Точки   |
| --- | ------------- | ------- |
| 1   | Лотус-Форд    | 83 (87) |
| 2   | Тирел-Форд    | 82 (86) |
| 3   | Макларън-Форд | 55      |
| 4   | Брабам-Форд   | 18      |
| 5   | Ферари        | 12      |
| 6   | БРМ           | 12      |
| 7   | Шадоу-Форд    | 9       |
| 8   | Марч-Форд     | 8       |